# Liste der Naturschutzgebiete im Landkreis Eichstätt
Im Landkreis Eichstätt gibt es acht Naturschutzgebiete. Zusammen nehmen sie eine Fläche von etwa 530 Hektar im Landkreis ein. Das größte Naturschutzgebiet ist das 1987 eingerichtete Naturschutzgebiet Alte Donau mit Brenne.
| Name                          | Bild | Kennung                      | Kreis                                                  | Einzelheiten | Position | Fläche Hektar | Datum |
| ----------------------------- | ---- | ---------------------------- | ------------------------------------------------------ | --- | -------- | ------------- | ----- |
| Alte Donau mit Brenne         | BW   | NSG-00322.01 WDPA: 162081    | Landkreis Eichstätt                                    | Großmehring Typische Lebensgemeinschaften der Donauauen und besteht aus der Alten Donau.                                                                                                | ⊙        | 225,08        | 1987  |
| Arnsberger Leite              |      | NSG-00271.01 WDPA: 162239    | Landkreis Eichstätt                                    | Arnsberg Magerrasen mit der für den Jura typischen Palette von Pflanzen- und Tierarten.                                                                                                 | ⊙        | 20,50         | 1997  |
| Arzberg bei Beilngries        |      | NSG-00747.01 WDPA: 555546332 | Landkreis Eichstätt                                    | Beilngries Naturnaher und großflächiger Komplex an Trockenstandorten am Zusammenfluss von Altmühl und Sulz mit seinen Halbtrockenrasen.                                                 | ⊙        | 76,14         |       |
| Donauauen an der Kälberschütt |      | NSG-00416.01 WDPA: 162780    | Ingolstadt, Landkreis Eichstätt                        | Großmehring Naturnahe Auenbiotope, bestehend aus Weichholz- und Hartholzauenwäldern, markanten Einzelbäumen und Baumgruppen sowie Altwässer. Ingolstadt 93,19 ha, LK Eichstätt 22,87 ha | ⊙        | 116,06        | 1988  |
| Gungoldinger Wacholderheide   |      | NSG-00076.01 WDPA: 163412    | Landkreis Eichstätt                                    | Gungolding Größte in Bayern als Naturschutzgebiet ausgewiesene Wacholderheide. | ⊙        | 72,38         | 1959  |
| Königsau bei Großmehring      | BW   | NSG-00281.01 WDPA: 164198    | Landkreis Eichstätt, Landkreis Pfaffenhofen an der Ilm | Großmehring Feuchtgebiet, bestehend aus einem Altwasserarm der Donau sowie zwei ehemaligen Kiesgruben. LK Eichstätt 27,40 ha, LK Pfaffenhofen an der Ilm 2,21 ha                        | ⊙        | 29,61         | 1986  |
| Kreutberg bei Altmannstein    | BW   | NSG-00247.01 WDPA: 164251    | Landkreis Eichstätt                                    | Altmannstein Vielfältig gegliederter Komplex aus Halbtrockenrasen, Saumgesellschaften, Trockenrasen und Felsfluren.                                                                     | ⊙        | 23,50         | 1985  |
| Trockenhänge bei Dollnstein   |      | NSG-00133.01 WDPA: 82737     | Landkreis Eichstätt                                    | Dollnstein Charakteristische Vegetation im bestehenden Umfang, die aus Halbtrockenrasen, Trockenrasen und Felsgrusfluren besteht.                                                       | ⊙        | 61,99         | 1980  |
| Legende für Naturschutzgebiet |      |                              |                                                        | |          |               |       |